# 鳥尾敬孝
鳥尾 敬孝（とりお あつたか、1933年9月4日 - 1990年10月18日）は、日本の実業家。

## 来歴
1933年9月4日、子爵の鳥尾敬光の長男として東京市小石川区に生まれる。母は鳥尾鶴代。
学習院幼稚園入園。継宮明仁親王（明仁上皇）の御学友に選ばれ、明仁親王と共に幼少期を過ごす。1940年学習院初等科に入学。後に学習院中・高等科に進学。高等時代はラグビー部に所属。学習院高等科卒業後慶應義塾大学文学部に入学。その後慶應義塾大学を中退し、従兄弟の井原高忠、黒田美治、小坂一也、平尾昌晃、堀威夫等と共にウェスタンバンド「ワゴンマスターズ」「オール・スターワゴン」を結成し、一大ウェスタンブームの火付け役となった。バンド脱退後は日本ビクターに入社。ハリー・ベラフォンテ、パット・ブーン、ペリー・コモ、テンプテーションズ、ダイアナ・ロス、マーヴィン・ゲイ、など、数多くの海外音楽アーティストを日本に招き、日本における洋楽の草分け的存在となる。1972年、有志と共に伝説のチャリティーコンサート〜カントリー・エクスプロージョンを日本武道館にて開催。米国よりテックス・リッター、ワンダ・ジャクソン、コニー・スミス、など本場の人気カントリー歌手を招聘。国連UNICEFと共に貧困や食糧難で苦しむバングラデシュの子供達の救済に貢献した。長年に渡るカントリー・ミュージックへの貢献が認められ、日本人で初めて全米カントリー・ミュージック協会理事に就任。後に米国テネシー州名誉市民となる。ビクター音楽出版社長、ビクター芸能代表取締役、ポリドール常務取締役、渡辺音楽出版取締役などを歴任した。
1990年、神奈川県葉山の自宅にて急性心不全により死去。享年57。